# Indicador de la mel becgròs
L'indicador de la mel becgròs (Indicator conirostris) és una espècie d'ocell de la família dels indicatòrids (Indicatoridae) que habita la selva humida de Libèria, Camerun, República Democràtica del Congo, Uganda i oest de Kenya.
Algunes autoritats el consideren coespecífic d'Indicator minor.